# Киршбаум, Торстен
То́рстен Ки́ршбаум (нем. Thorsten Kirschbaum; род. 20 апреля 1987, Вюрцбург, Бавария) — немецкий футболист, вратарь.

## Карьера

### Клубная
Воспитанник футбольной школы команды «Обернценн», с 1999 года по 2004 обучался в школе «Нюрнберга», позднее перешёл в «Хоффенхайм» и начал там свою карьеру. В сезоне 2006/07, выступая в Регионаллиге Юг, он провёл 8 игр и получил затем травму локтя (вместо него в ворота встал Даниэль Хаас). Вернуться в строй он смог только в конце 2007 года — 16 декабря 2007 года он дебютировал во Второй Бундеслиге в матче против «Гройтер Фюрта».
В январе 2009 года он перешёл в лихтенштейнский «Вадуц», который пробился в швейцарскую Суперлигу, но команда не задержалась в высшей лиге Швейцарии и вылетела в Челлендж-лигу. 1 июля 2009 года Киршбаум покинул клуб. Ему предлагал заключить контракт клуб «Ансбах», но вратарь предпочёл перейти в «Зандхаузен». Контракт был заключён в октябре того же года, а по окончании сезона он перешёл в «Энерги».
По окончании сезона 2012/13 на правах свободного агента перешёл в «Штутгарт», заключив контракт до 30 июня 2016 года.
1 июля 2015 года Киршбаум перешёл в «Нюрнберг».
В сезоне 2018/19 Торстен Киршбаум бесплатно перешёл в «Байер». А ещё через год, в сезоне 2019/20, Киршбаум присоединился к нидерландскому клубу ВВВ-Венло.

### В сборной
Ранее играл в юношеских сборных Германии, с 2007 по 2008 год выступал за молодёжную сборную. Дебютировал 6 февраля 2007 года в игре с Шотландией, заменив в перерыве Мануэля Нойера.